# Rządcówka w Nowej Rudzie
Rządcówka w Nowej Rudzie – budynek wzniesiono w 1860 r. w stylu wczesnego neoklasycyzmu. 

## Opis
Dwupiętrowy obiekt wybudowany na planie prostokąta, kryty dachem naczółkowym. Od frontu główne wejście na piętrze, do którego z dwóch stron prowadzą proste schody jednobiegowe ze współczesną, stalową poręczą.  Nad wejściem tablica z czerwonego piaskowca ze złoconym napisem Elsners Gasthof i datą 1844.
Obiekt jest częścią kompleksu budynków mieszkalno-gospodarczych, jednym z dwóch podawanych 1789 r. folwarków dominialnych na Zaciszu i mógł być siedzibą sołectwa.